# Реки Зимбабве

Основные реки Зимбабве с водосборными бассейнами.

Это список рек Зимбабве. Этот список упорядочен по водосборным бассейнам, с соответствующими притоками, расположенные от крупных, до более мелких ручьев. В скобках даны альтернативные наименования рек.

## Реки
- Река Замбези
  - Река Луэнья
    - Река Мазове (река Мазое)
      - Река Руя (река Луйя)

    - Река Гайрези (река Каурези)

  - Река Мессенгези (река Умсенгедси)
    - Река Мекумбура (река Мкумвура)
    - Река Кадзи

  - Река Маньяме (река Панхаме, река Хуньяни)
    - Река Ангва

  - Река Саньяти (река Умниати)
    - Река Муньяти
      - Река Умсвесве
      - Река Себакве
        - Река Квекве

      - Река Нгези

    - Река Мупфуре (река Умфули)

  - Река Буми
  - Река Сенгва
  - Река Сенгве
  - Река Масуму
  - Река Себунгве
  - Река Гвайи
    - Река Шангани
      - Река Гверу
      - Река Вунгу

    - Река Мбембези
    - Река Умгуза

  - Река Дека
  - Река Матеци
- Река Пунгве
  - Река Хонд
- Река Бузи
  - Люсит Ривер
- Река Сейв (река Саби)
  - Река Рунде (река Лунди)
    - Река Чиредзи
    - Река Мутирикве (река Мтиликве)
      - Река Мучеке
      - Река Покотеке

    - Река Токве
      - Река Токване

    - Река Мусавези
    - Река Нгези (река Ингези)

  - Река Турви
  - Река Девуре
    - Река Нязвидзи

  - Река Ниязвидзи
  - Река Одзи
  - Река Мачеке
- Река Лимпопо
  - Река Чангане
  - Река Мвенези (река Маниси)
    - Река Мушаве

  - Река Бубье (река Буби)
  - Река Мзингване (река Умзингвани)
    - Река Мтетенгве
      - Река Тонгве

    - Река Умчабези
    - Река Инсиза
      - Река Сивазе
      - Река Инканкези

    - Река Иньянкуни
    - Река Нчема

  - Река Шаше (река Шаши)
    - Река Тули (река Тули)
      - Река Мвеве
      - Река Мцабези
      - Река Мтшелеле

    - Река Шашани
    - Река Мколокве
    - Река Сансукве
    - Река Рамокгвебана
      - Река Ингвизи

- Река Ната — впадает в бессточную впадину Макгадикгади